# Олексіївська культура
Олексіївська культура — археологічна культура доби неоліту, що була поширена в Криму. Датується часом від 5000 до 3500 рр. до н. е.

## Поширення та розвиток
Територія поширення — рівнинна і гірська частини Криму. Основні пам'ятки: Олексіївська Засуха, Мартинівка, Долинка, Ішунь, «Суат III», Алачук. Сформувалася на основі кукрецької культури та, частково, шпанської культури.

## Характеристика
Знаряддя — мікроліти (трапеції та сегменти зі стрімкою і пласкою ретушшю, прямокутники, платівки із притупленим краєм, вістря з мікрорізцевим сколом), кінцеві та підокруглі скребачки, кутові і бокові різці на сколах та платівках, вкладні кукрецького типу. Крем'яна індустрія характеризується розвиненою пластинчастою технікою розколювання з одноплощинних нуклеусів.
Знахідки посуду нечисленні, це плоскодонні слабопрофільовані майже неорнаментовані слоїки.
Господарство засноване на полюванні на степових тварин, збиральництві; на пізньому етапі можливий розвиток тваринництва. Господарство мало сезонний цикл, що передбачав використання степів рівнинного Криму взимку та лукових степів Першого пасма Кримських гір улітку.